# Fort McKavett
Fort McKavett è una città fantasma della contea di Menard, Texas, Stati Uniti. Si trova all'incrocio tra la Farm to Market Road 864 e la Farm to Market Road 1674, 20 miglia a sud-ovest del capoluogo, Menard. La sua altitudine è di 661 metri sul livello del mare. Anche se non è incorporata, ha un ufficio postale, con lo ZIP code 76841.

## Storia
Le origini dell'insediamento di Fort McKavett risalgono agli anni 1850 come centro abitato appena a nord del Camp San Saba nella contea di Menard (da non confondere con il Camp San Saba nella contea di McCulloch), con il nome di Scabtown. Il Camp San Saba venne chiuso nel 1859 e molti residenti fuggirono in aree più sicure per essere protetti dalle depredazioni da parte degli indiani. Lo United States Army riaprì l'avamposto nel 1869 come Fort McKavett. Mentre il centro abitato di Scabtown cresceva, la comunità cambiò nome in Fort McKavett e l'economia locale iniziò a prosperare. L'esercito chiuse il forte nel 1883, ma il precedente trasferimento delle tribù native americane rese i civili abbastanza sicuri da rimanere. La popolazione crebbe e con essa un'economia che sosteneva due hotel, tre chiese, un giornale e una fabbrica di materassi. La popolazione raggiunse il picco di 150 abitanti all'inizio del XX secolo, ma diminuì nella seconda metà del secolo.
Lo scrittore Robert E. Howard, appassionato di storia del Texas, visitò Fort McKavett nel 1933 e scrisse: "McKavett è affascinante, un villaggio di rovine e semi-rovine, gente che vive nelle vecchie caserme e negli alloggi degli ufficiali, tra i resti di altri edifici che non avevano superato la prova del tempo.